# Katapolianíkerk

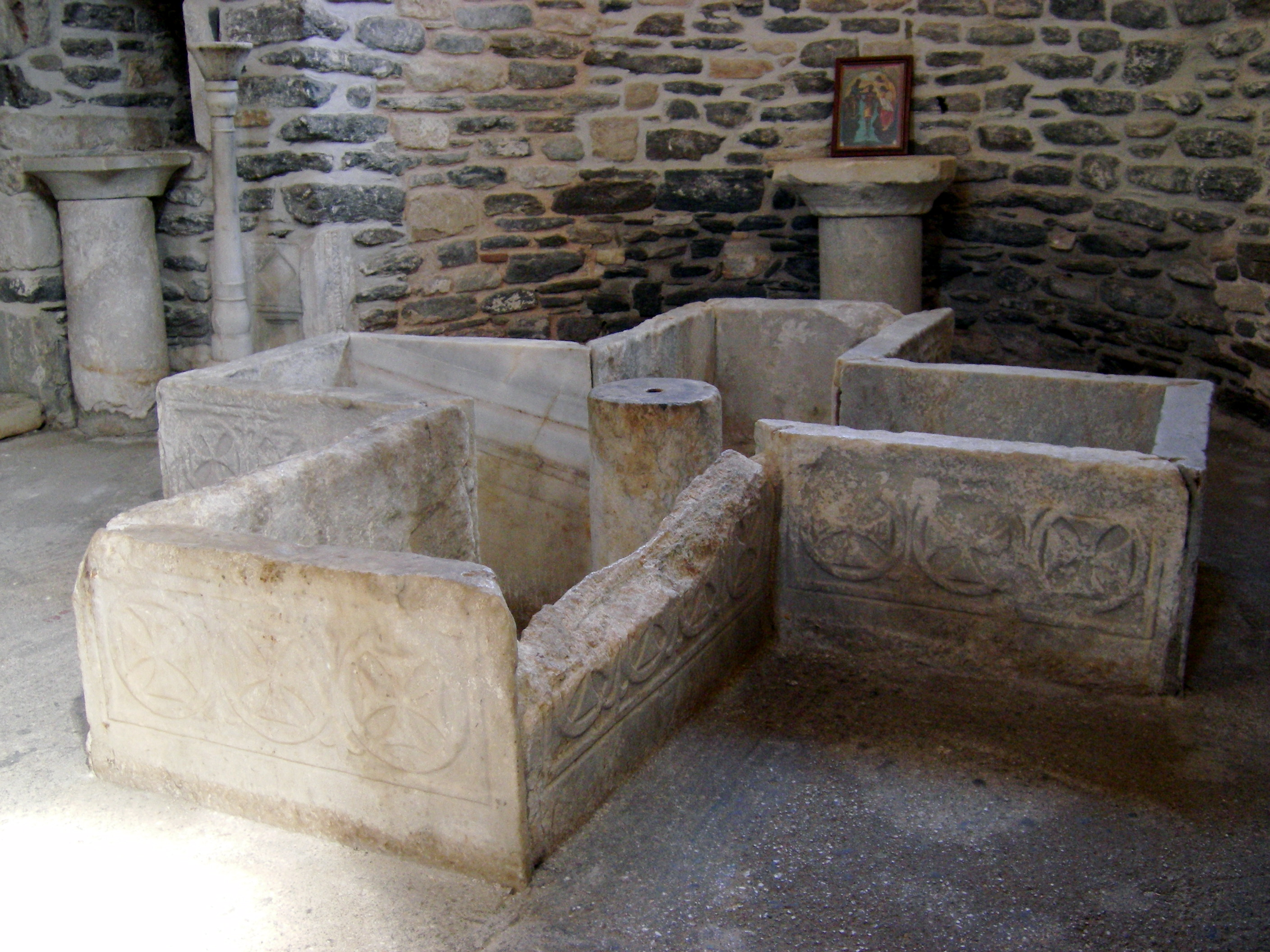
De 4e-eeuwse doopvont.

De Byzantijnse Panagia Katapolianíkerk (Grieks: Παναγία η Καταπολιανή) (d.i. van-de-benedenstad) op het Griekse eiland Paros is een van de belangrijkste Grieks-orthodoxe heiligdommen van de Cycladen. De populaire benaming van de kerk is Ekatontapylianí (Grieks: Εκατονταπυλιανή) (d.i. met-de-100-deuren). Het is de oudste kerk in Griekenland die onafgebroken in gebruik is gebleven sinds haar stichting.
Bij de bouw werden zuilen uit een vóór-christelijk heiligdom gebruikt, iets wat ook bij veel andere vroegchristelijke bouwwerken gebeurd is.
De kerk heeft een losstaand baptisterium (doopkapel). In dit gebouw staat de doopvont, dat gemaakt is van marmer in de vorm van een grieks kruis.
Aan deze kerk is een hele reeks legenden verbonden:
- De moeder van keizer Constantijn de Grote, de heilige Helena, zou de opdracht voor de bouw van deze kerk gegeven hebben, maar ze stierf voordat ze haar voornemen kon realiseren. Haar zoon heeft vervolgens de eerste kerk, een basilica met houten dak, op deze plek gebouwd.
- In de 6e eeuw vervulde keizer Justinianus haar wens, en gaf zijn architect Ignatius de opdracht een kathedraal te bouwen die de oude kerk moest vervangen. Deze Ignatius was de leerling van Isidorus van Milete, de bouwmeester van de Agia Sofia van Constantinopel. Het resultaat was zo verbluffend dat de jaloerse Isidorus probeerde zijn talentvolle leerling van het dak te duwen. In zijn val kon Ignatius de voet van zijn meester grijpen, waardoor ze beiden te pletter vielen. Het duo is vereeuwigd op het kerkplein.
- De kerk (eigenlijk drie gebouwen die met elkaar onderling zijn verbonden) zou 99 deur- en raamopeningen hebben: men zegt dat de 100e pas ontdekt zal worden als Constantinopel weer Grieks wordt.
- In de kerk ziet men ook de zogenoemde voetafdruk van de heilige Theoktisti (Θεοκτιστή), de beschermheilige van Paros, en ook een relikwie van haar hand wordt er bewaard. Deze Theoktisti werd volgens de legende als jonge vrouw in de 9e eeuw ontvoerd door piraten. Ze wist echter te ontsnappen naar Paros, waar zij zich gedurende 35 jaar schuil hield in een bos. Toen een jager haar toevallig vond, was ze stervende en zij vroeg hem om een gewijde hostie. Toen hij terugkeerde met het brood was ze overleden. Omdat hij vermoedde dat zij een heilige was, hakte hij haar hand af om die als relikwie te bewaren (!), maar hij kreeg een visioen waarin hem verteld werd dat hij Paros nooit zou kunnen verlaten indien hij haar hand niet weer met haar lichaam zou herenigen. Hetgeen ook gebeurde...